# 크리스 윌리엄 마틴
크리스 윌리엄 마틴(Chris William Martin, 1975년 1월 17일 ~ )은 캐나다의 배우이다.

## 출연 작품
- 아델라인 : 멈춰진 시간 (2015)
- 쿠키 (2011)
- 베리드 (2010)
- 테러리스트 넥스트 도어 (2008)
- 카오스 이론 (2007)
- 에이리언 VS. 프레데터 2 (2007)
- 에밀 (2003)
- 트라이 세븐틴 (2002)
- 롤라 (2001)
- 조니 (1999)
- 재회 (1997)
- 워크 어게인 (1994)
- 색슨 클럽 (1994)

### 텔레비전
- 펠리시티 (2000)
- 뱀파이어 다이어리 (2009-14)